# 야부사키 신야
야부사키 신야(일본어: 薮崎 真哉, 1978년 6월 1일 ~ )는 일본의 전 축구 선수이다.

## 구단 경력
과거 가시와 레이솔에서 활동하였다.